# ГШГ
ГШГ-7,62, (заводський індекс ТКБ-621, Індекс ГРАУ — 9-А-622, заводська серія № 575) — чотирьохствольний авіаційний кулемет калібру 7,62 мм, розроблений Конструкторським бюро приладобудування МОП. На озброєння прийнятий в 1979 році. Конструктори: Е. Б. Глаголєв, А. Г. Шипунов, В. П. Грязев.
Розроблений для озброєння гелікоптера Мі-24 за Постановою Ради Міністрів СРСР 1044—381 від 26 грудня 1968 року разом з кулеметом ЯкБ. В даний час застосовується на гелікоптерах Ка-29 і в вертолітних гондолах ГУВ разом з кулеметом ЯкБ.